# Deutsch Dávid (balassagyarmati rabbi)
Deutsch Dávid (Balassagyarmat, 1898. október 13. – ?, 1944). balassagyarmati főrabbi.

## Élete
Deutsch József Izrael  balassagyarmati rabbi fia, Deutsch Manó vámosmikolai rabbi ikertestvére. Tanulmányait Salgótarjánban és Balassagyarmaton végezte, majd Balassagyarmaton és Vácott mint segédlelkész működött. 1926-ban a balassagyarmati ortodox hitközség rabbijává választották meg. A város társadalmi és egyházi életének jelentős tagja. A városi tanügyi és kulturális bizottságok vezetője volt. Jelentős egyházirodalmi munkásságot fejtett ki.
1944-ben a holokauszt idején deportálták.
Műveit utóda, Kálmán Pinkász rabbi adta ki Tevuot Goren (A szérű gabonája) címmel 1959/60-ban az izraeli Petach Tikvában.